# Ljudmila Iossifowna Pinajewa

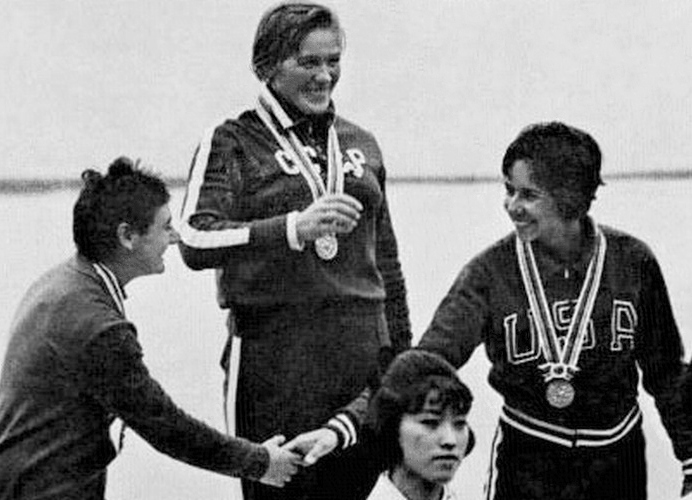
Siegerehrung bei den Olympischen Spielen 1964. Ljudmila Chwedossjuk in der Mitte zwischen Lauer und Jones

Ljudmila Iossifowna Pinajewa (russisch Людмила Иосифовна Пинаева; * 14. Januar 1936 in Krasnoje Selo als Ljudmila Iossifowna Chwedossjuk) ist eine ehemalige sowjetische Kanutin. Mit drei olympischen Goldmedaillen und sieben Weltmeistertiteln zählt sie zu den erfolgreichsten Kanutinnen überhaupt.

## Leben
Chwedossjuk gewann ihre ersten internationalen Titel bei den Europameisterschaften 1961 zusammen mit Nina Grusinzewa im Zweier. Bei den Weltmeisterschaften 1963 belegte sie im Einer den zweiten Platz hinter ihrer Landsfrau Marija Schubina, im Zweier erhielten Schubina und Chwedossjuk die Silbermedaille hinter dem deutschen Zweier mit Roswitha Esser und Annemarie Zimmermann. Im erstmals bei Weltmeisterschaften ausgetragenen Vierer gewann die sowjetische Crew mit Walentina Bizak, Pinajewa, Schubina und Antonina Seredina. Bei den Olympischen Spielen 1964 in Tokio trat Chwedossjuk nur im Einer an. sie gewann vor der Rumänin Hilde Lauer und der US-Kanutin Marcia Jones. 1965 gewann Chwedossjuk bei den Europameisterschaften 1965 im Einer vor Seredina. Im Zweier siegten Seredina und Schubina vor Chwedossjuk und Nadeschda Lewtschenko, den Wettbewerb im Vierer gewannen die vier Kanutinnen gemeinsam.
1966 trat Pinajewa erstmals unter ihrem Ehenamen an. Bei den Weltmeisterschaften 1966 in Ost-Berlin siegte Pinajewa im Einer vor Roswitha Esser. Im Vierer siegte die sowjetische Crew mit Schubina, Seredina, Pinajewa und Lewtschenko vor den Vierern aus der BRD und aus der DDR. Im Jahr darauf gelang Pinajewa bei den Europameisterschaften in Duisburg ein Dreifachsieg. Sie siegte im Einer und zusammen mit Seredina im Zweier, beide waren zusammen mit Schubina und Lewtschenko auch im Vierer erfolgreich. 
Am Tag vor den Finalläufen bei den Olympischen Spielen 1968 stieß Pinajewa mit dem Auto der italienischen Mannschaft zusammen und zog sich eine Verletzung zu. Gleichwohl siegte sie im Einer-Wettbewerb sicher vor der für die BRD startenden Renate Breuer. Im Zweier siegten Esser und Zimmermann, im Kampf um Silber lagen die Ungarinnen Anna Pfeffer und Katalin Rozsnyói eine Hundertstelsekunde vor Seredina und Pinajewa. 1969 bekam Ljudmila Pinajewa ein Kind und trat international nicht an.
1970 kehrte die Kanutin von Trud Leningrad zurück und gewann den Titel im Einer bei den Weltmeisterschaften in Kopenhagen. Im Jahr darauf siegte sie bei den Weltmeisterschaften in Belgrad im Einer und zusammen mit Jekaterina Kuryschko, Natalja Boiko und Julija Rjabtschinskaja im Vierer. Auch bei ihren dritten Olympischen Spielen 1972 in München gewann Pinajewa eine Goldmedaille, sie siegte zusammen mit Jekaterina Kuryschko im Zweier, im Einer gewann Julija Rjabtschinskaja. Zum Abschluss ihrer Karriere gewann Pinajewa zwei Medaillen bei den Weltmeisterschaften 1973 in Tampere. Im Zweier erhielt sie zusammen mit Nina Gopowa die Silbermedaille hinter dem Zweier aus der DDR, im Vierer gewannen Gopowa und Pinajewa zusammen mit Larissa Kabakowa und Tamara Popowa.